# بولجان
بولجان هي مدينة، في منغوليا، تقع في محافظة بولغان، هي عاصمة محافظة بولغان، بلغ عدد سكانها 12,323 نسمة وذلك حسب إحصائيات سنة 2008، تبلغ مساحتها 99.95 كيلومتر مربع.

## المناخ
يظهر الجدول التالي التغييرات المناخية على مدار السنة لبولجان:
| البيانات المناخية لـبولجان        | البيانات المناخية لـبولجان | البيانات المناخية لـبولجان | البيانات المناخية لـبولجان | البيانات المناخية لـبولجان | البيانات المناخية لـبولجان | البيانات المناخية لـبولجان | البيانات المناخية لـبولجان | البيانات المناخية لـبولجان | البيانات المناخية لـبولجان | البيانات المناخية لـبولجان | البيانات المناخية لـبولجان | البيانات المناخية لـبولجان | البيانات المناخية لـبولجان |
| الشهر                             | يناير                      | فبراير                     | مارس                       | أبريل                      | مايو                       | يونيو                      | يوليو                      | أغسطس                      | سبتمبر                     | أكتوبر                     | نوفمبر                     | ديسمبر                     | المعدل السنوي              |
| --------------------------------- | -------------------------- | -------------------------- | -------------------------- | -------------------------- | -------------------------- | -------------------------- | -------------------------- | -------------------------- | -------------------------- | -------------------------- | -------------------------- | -------------------------- | -------------------------- |
| الدرجة القصوى °م (°ف)             | 6.9 (44.4)                 | 11.5 (52.7)                | 17.9 (64.2)                | 27.2 (81.0)                | 35.7 (96.3)                | 34.0 (93.2)                | 33.5 (92.3)                | 31.4 (88.5)                | 29.0 (84.2)                | 24.4 (75.9)                | 14.0 (57.2)                | 10.9 (51.6)                | 35.7 (96.3)                |
| متوسط درجة الحرارة الكبرى °م (°ف) | −12.4 (9.7)                | −9.2 (15.4)                | 0.7 (33.3)                 | 9.7 (49.5)                 | 18.0 (64.4)                | 22.1 (71.8)                | 22.7 (72.9)                | 21.1 (70.0)                | 16.1 (61.0)                | 8.3 (46.9)                 | −2.7 (27.1)                | −10.4 (13.3)               | 7.0 (44.6)                 |
| المتوسط اليومي °م (°ف)            | −20.5 (−4.9)               | −18.1 (−0.6)               | −8.5 (16.7)                | 1.0 (33.8)                 | 9.1 (48.4)                 | 14.2 (57.6)                | 15.9 (60.6)                | 13.9 (57.0)                | 7.2 (45.0)                 | −0.8 (30.6)                | −10.8 (12.6)               | −17.8 (0.0)                | −1.3 (29.7)                |
| متوسط درجة الحرارة الصغرى °م (°ف) | −26.5 (−15.7)              | −24.9 (−12.8)              | −16.2 (2.8)                | −6.6 (20.1)                | 0.1 (32.2)                 | 6.0 (42.8)                 | 9.5 (49.1)                 | 7.2 (45.0)                 | 0.3 (32.5)                 | −7.6 (18.3)                | −17.4 (0.7)                | −23.8 (−10.8)              | −8.3 (17.0)                |
| أدنى درجة حرارة °م (°ف)           | −41 (−42)                  | −39.3 (−38.7)              | −34.1 (−29.4)              | −22.2 (−8.0)               | −12.8 (9.0)                | −8.0 (17.6)                | −0.2 (31.6)                | −4.5 (23.9)                | −11.8 (10.8)               | −28.2 (−18.8)              | −34.1 (−29.4)              | −38.9 (−38.0)              | −41 (−42)                  |
| الهطول مم (إنش)                   | 1.4 (0.06)                 | 2.0 (0.08)                 | 3.1 (0.12)                 | 10.9 (0.43)                | 22.7 (0.89)                | 52.6 (2.07)                | 71.3 (2.81)                | 63.8 (2.51)                | 32.5 (1.28)                | 12.4 (0.49)                | 3.8 (0.15)                 | 1.9 (0.07)                 | 278.4 (10.96)              |
| متوسط أيام هطول الأمطار           | 0.4                        | 0.5                        | 1.3                        | 3.0                        | 4.0                        | 8.4                        | 12.9                       | 10.4                       | 4.9                        | 2.9                        | 1.3                        | 0.7                        | 50.7                       |
| المصدر: NOAA (1961-1990)          |                            |                            |                            |                            |                            |                            |                            |                            |                            |                            |                            |                            |                            |

## مدن توأم
المدن التوأم:
- Rubrouck [الإنجليزية]‏.